# Can Puigdemir
Can Puigdemir és una masia del municipi de Vallgorguina (Vallès Oriental) inclosa en l'Inventari del Patrimoni Arquitectònic de Catalunya. La masia dona nom a una petita urbanització a l'entrada del poble.

## Descripció
És una masia de planta rectangular, de planta baixa i un pis. La coberta és a dues vessants. La façana és de composició simètrica, té un portal d'accés d'arc de mig punt amb dovelles de pedra i un altre de pedra però d'arc pla amb llinda. Algunes finestres són petites i d'arc de mig punt i altres són més grans i d'arc pla amb llinda. En una d'elles hi ha una cara esculpida.
Aquesta masia en un principi destinada als pagesos, es va convertir en un gran restaurant en una urbanització als afores del centre urbà. Tota ella ha sofert transformacions però l'aspecte exterior conserva encara la seva forma primitiva.
Des del 7 de setembre del 2020 aquest edifici acull l'Escola Waldorf de Vallgorguina.